# Wacław Hamerliński
Wacław Hamerliński (ur. 26 sierpnia 1936 w Jeziorach Wielkich) – polski strzelec sportowy, żołnierz, olimpijczyk z Meksyku 1968.
Jako zawodnik przez całą karierę sportową (1960-1972) reprezentował klub Śląsk Wrocław. Mistrz Polski w strzelaniu z pistoletu wojskowego w roku 1971 i w strzelaniu z pistoletu sylwetkowego w latach 1963 i 1972.
Złoty medalista w drużynie (drużynę tworzyli:Rajmund Stachurski, Karol Chodkiewicz, Paweł Małek) mistrzostw Europy w 1971 roku w strzelaniu z pistoletu pneumatycznego 40 strzałów.
Brązowy medalista w drużynie (partnerami byli: Józef Zapędzki, Rajmund Stachurski, Paweł Małek) mistrzostw Europy w roku 1973 w strzelaniu z pistoletu pneumatycznego.
Na igrzyskach olimpijskich w 1968 roku wystartował w konkurencji strzelania z pistoletu szybkostrzelnego 25 metrów zajmując 16. miejsce.
Odznaczony Krzyżem Kawalerskim Orderu Odrodzenia Polski.